# Parorthomorpha longiseta
Parorthomorpha longiseta är en mångfotingart som beskrevs av Sergei I. Golovatch 1984. Parorthomorpha longiseta ingår i släktet Parorthomorpha och familjen orangeridubbelfotingar. Inga underarter finns listade i Catalogue of Life.